# Foch (R99)
Foch (R99) byla francouzská letadlová loď třídy Clemenceau, která sloužila ve francouzském loďstvu v letech 1963 až 2000. Její sesterskou lodí byla Clemenceau (R98). V roce 2000 byla loď prodána do Brazílie, kde sloužila pod jménem NAe São Paulo.
Šlo od druhou francouzskou válečnou loď, která byla pojmenována na počest významného francouzského maršála z první světové války Ferdinanda Foche.

## Složení palubního letectva
- 15 × Dassault Super Étendard
- 4 × Dassault Étendard IV
- 10 × Vought F-8E Crusader
- 6 × Breguet Br.1050 Alizé
- 2 × Dauphin - vrtulníky
- 2 × Aérospatiale Super Frelon - vrtulníky

celkem 40 letounů

## Operační nasazení
V říjnu 1974 a červnu 1977 se Crusadery z letadlové lodě Foch účastnily misí Saphir I a Saphir II nad Džibutskem. Při jedné z těchto misí došlo 7. května 1977 k jedinému vzdušnému „souboji“ Crusaderů ve francouzských službách. Dva francouzské letouny North American F-100 Super Sabre byly během cvičného letu ohrožovány čtveřicí jemenských strojů MiG-21. Crusadery do potyčky zasáhly, došlo na odjištění zbraní a manévry, ale nakonec se všechny stroje rozešly bez výstřelu.[zdroj?]
V říjnu 1984 se Crusadery z lodi Foch účastnily operací nad Libyí.[zdroj?]
V roce 2000 byla vyřazena (tři roky po sesterské lodi Clemenceau) a prodána do Brazílie, kam odplula po opravách v roce 2001, kde sloužila pod jménem NAe São Paulo. V  únoru roku 2023 byla navzdory protestům ekologů potopena.
Po vyřazení letadlové lodi Foch, zůstává prozatím jedinou francouzskou letadlovou lodí Charles de Gaulle.

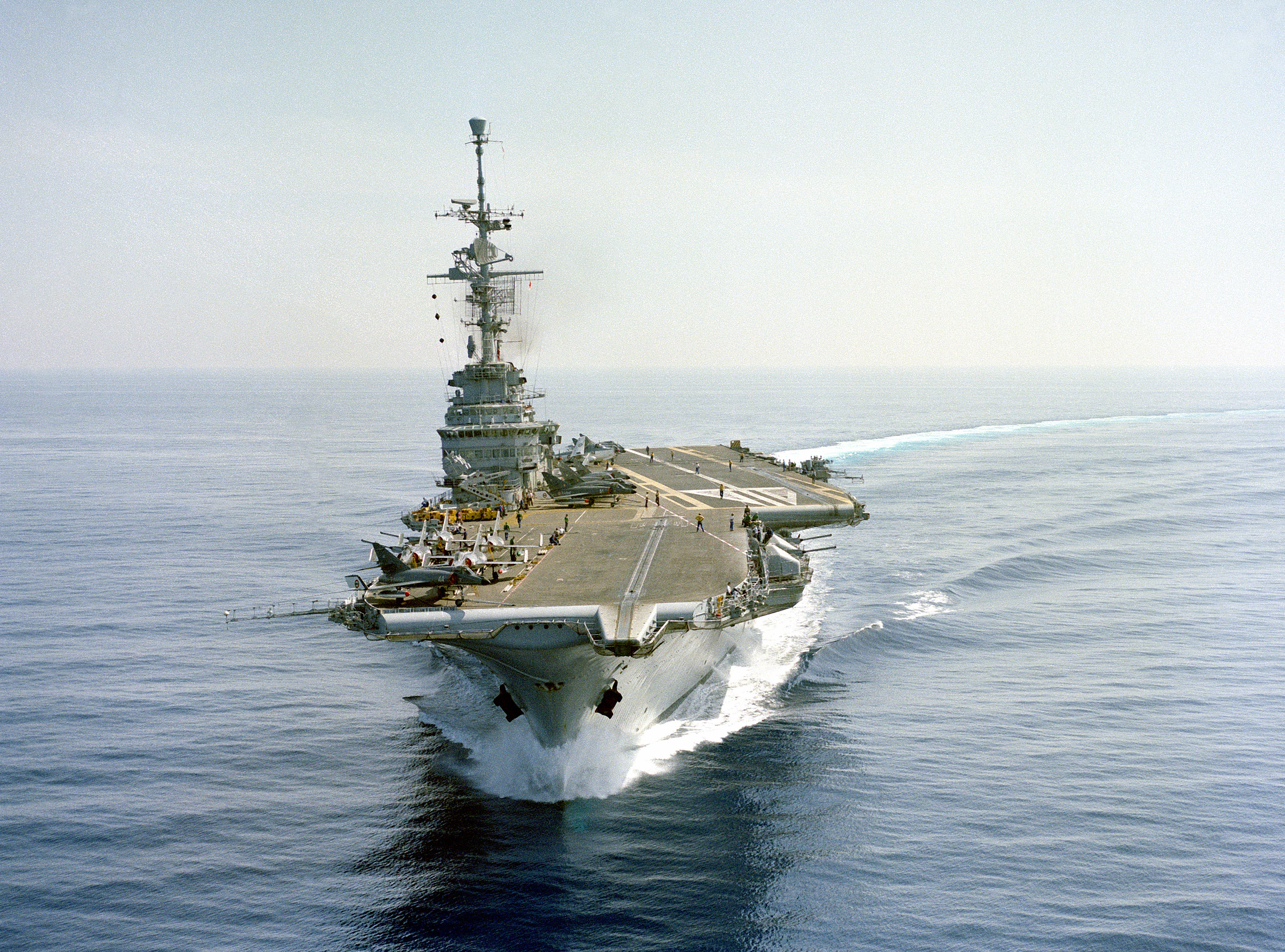
Čelní pohled

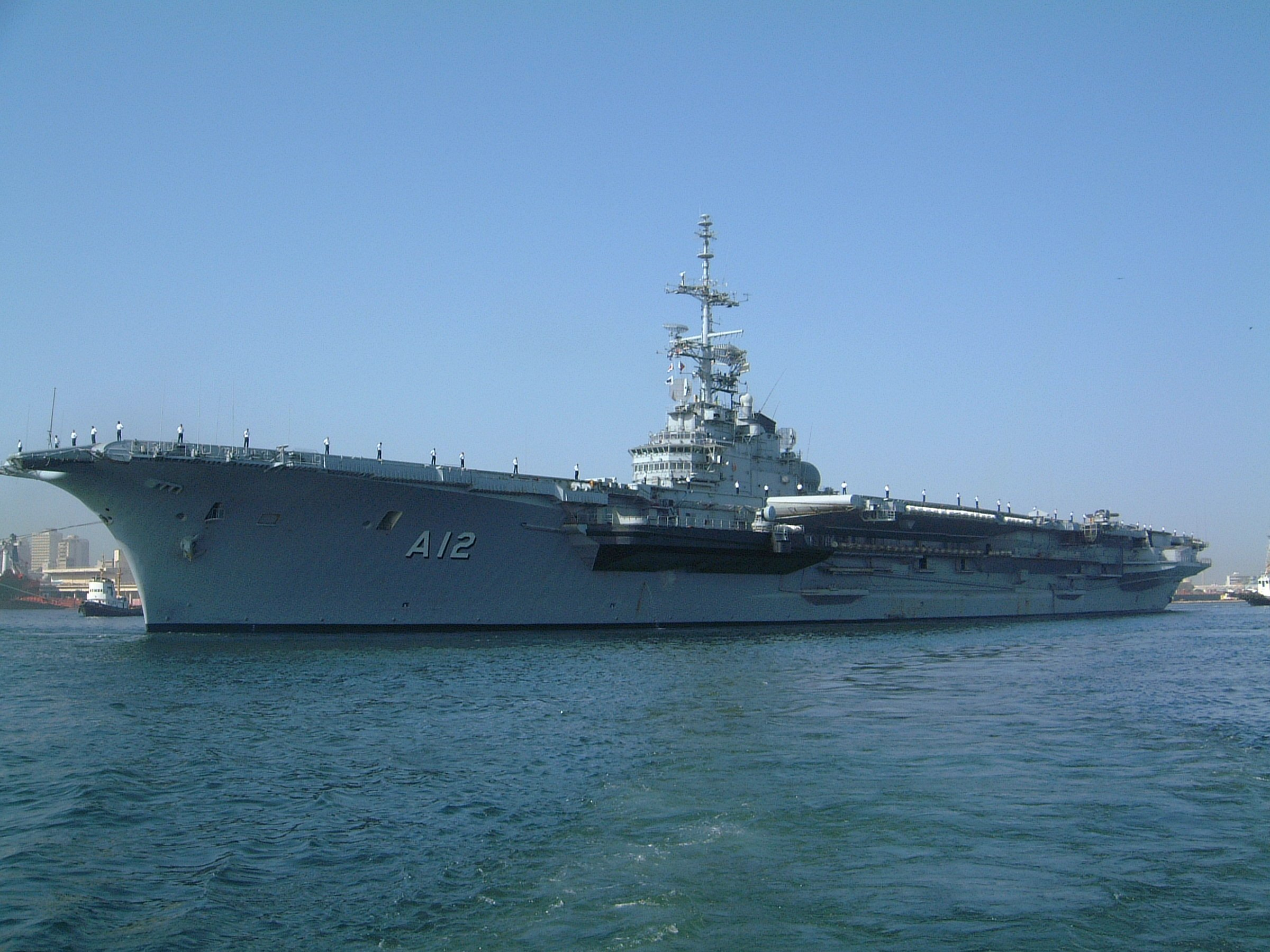
Letadlová loď São Paulo, bývalá Foch